# فاوستو مونتيرو
فاوستو مونتيرو (بالإسبانية: Fausto Montero)‏ (22 أكتوبر 1988 في الأرجنتين - ) هو لاعب كرة قدم أرجنتيني في مركز الوسط. لعب مع أرسنال ساراندي ويونيون دي سانتا في.

## وصلات خارجية
- فاوستو مونتيرو على موقع قاعدة بيانات كرة القدم.إي يو (الإنجليزية)
- فاوستو مونتيرو على موقع Soccerway.com (الإنجليزية)